# Alfredo Fiorito
Alfredo Fiorito (Rosario, 20 de abril de 1953-Ibiza, 24 de diciembre de 2024), más conocido como DJ Alfredo o simplemente Alfredo, fue un disc-jockey argentino, considerado el «padre del balearic beat». Emigró a Ibiza en 1976, pero no fue hasta 1982 que comenzó a pinchar. Fue DJ residente de reputadas discotecas de la isla Amnesia, Space y Pachá, donde su estilo ecléctico DJ tuvo una gran influencia en la explosión de la música electrónica de la isla a finales de los 80.

## Biografía y carrera

### Periodismo en Argentina
Alfredo Fiorito nació en la ciudad de Rosario, en la provincia de Santa Fe, Argentina. En un principio se formó para ser periodista y de hecho trabajó como crítico musical para el periódico La Capital de la ciudad de Rosario. En 1976, debido a la represión existente en Argentina en ese momento, emigró a España, afincándose más tarde en Ibiza.

### Llegada a Ibiza
Aceptó diversos trabajos después de su llegada a Ibiza, que incluían fabricante de velas, repartidor y diseñador de moda. También trabajó como barman en un bar popular cerca del puerto llamado Be Bop. Supo reconocer como un evento determinante para su carrera musical, el día que asistió al único concierto que Bob Marley dio en España, presentado en la plaza de toros de Ibiza el 28 de junio de 1978. La barra del Be Bop estaba equipada con un par de tocadiscos y un mezclador, y en 1982 fue invitado a pinchar. Todavía en aquella época la «fiebre del house» no había trascendido en la isla, y sonaban únicamente rock, funk y soul. En 1984 pasó la temporada de verano trabajando en Formentera.

### Entrada en el mundo del DJing
Mientras venía forjando cierta reputación en Be Bop, le pidieron que fuera el DJ para una fiesta en el club Amnesia, un lugar con terraza al aire libre en el cercano pueblo de San Rafael de la Cruz. Durante este tiempo, Amnesia fue considerado como el sitio más clandestino de la isla. Su primera aparición fue en una fiesta privada en el club en 1983. A partir de 1985, comenzó a pinchar las caras B de los vinilos, que eran de estilo más dub y house. Fue pionero en pinchar electrónica en la isla, incluyendo vinilos de los recién creados Trax Records y DJ International Records, sellos del house que lo estaban petando en Chicago y otras partes de América. Al principio, sus sets de house, disco y pop no fueron bien recibidos. Consiguió una residencia de seis años en el club, y fue durante la segunda mitad de los años 1980s cuando se ganó el reconocimiento de ser en principio lo más underground de la isla y más tarde asistiendo gente de todo el mundo atraída por esta nueva ola de música. Poco a poco, las multitudes de moda de Ibiza comenzaron a trasladarse a Amnesia desde el vecino Ku-club, que luego se llamaría Privilege.
En 1988, DJ Mag lo reconoció como DJ del año. En 1990 pasó a ser residente de la discoteca Pachá junto con Ricardo Urgell.

### Fallecimiento
El 24 de diciembre de 2024, falleció en Ibiza a los 71 años por causas no reveladas.

## Influencia
Es considerado una de las figuras más prominentes de la ola de la música electrónica en Ibiza y el resto del mundo.

### Escena del Reino Unido
En 1987, cuatro DJ británicos asistieron a Amnesia. El grupo  estaba formado por Danny Rampling, Paul Oakenfold, Nicky Holloway y Johnny Walker. Allí el grupo conoció el estilo ecléctico único de sus sets, que incluían sonidos de estilo pop, soul, funk y jazz, combinados con el emergente house que se importaba desde los EE. UU. También descubrieron la poderosa sinergia de la música con la droga MDMA, que redujo las inhibiciones y contribuyó a una sensación de unidad en la pista de baile. Los amigos regresaron a Inglaterra y se dedicaron a recrear su experiencia y los sonidos que Alfredo les había presentado. Danny Rampling montó lo que se considera como la primera rave «balear» el Reino Unido, un evento nocturno llamado Shoom, que tuvo lugar en un gimnasio en desuso en Southwark, en el centro de Londres. Oakenfold organizó la fiesta Ibiza Reunion que evolucionó a Spectrum, uno de los eventos de acid house más importantes del país, en la famosa macrodiscoteca Heaven de Charing Cross.